# Modeste Mignon
Modeste Mignon est un roman d’Honoré de Balzac écrit en 1844. Il fait partie des Scènes de la vie privée de La Comédie humaine.

## Contexte d'écriture
C’est en revenant de Saint-Pétersbourg, où il a passé l’été 1843 auprès de la comtesse Ewelina Hańska, que Balzac écrit Modeste Mignon. L’influence de ce séjour est déterminante. De nombreux rapprochements peuvent être effectués entre l’entourage de la « bien-aimée », sa famille, sa personnalité et les personnages et caractères peuplant le roman.

La comtesse aurait même écrit un premier canevas d’histoire que Balzac aurait ensuite enrichi de personnages observés sur place (Modeste personnifiant Évelyne Hanska en plus jeune, Wenceslas Rewuski, cousin du père de Mme Hanska, offrant des similitudes avec Charles Mignon, le père de Modeste). En tout cas, la dédicace est assez enflammée pour qu’il n’y ait pas de doute sur la source d’inspiration de l’auteur : 

« À une étrangère,
Fille d’une terre esclave, ange par l’amour, démon par la fantaisie, enfant par la foi, vieillard par l’expérience, homme par le cerveau, femme par le cœur, géant par l’espérance, mère par la douleur et poète par tes rêves ; à toi, qui es encore la Beauté, cet ouvrage où ton amour et ta fantaisie, ta foi, ton expérience, ta douleur, ton espoir et tes rêves sont comme les chaînes qui soutiennent une trame moins brillante que la poésie gardée dans ton âme, et dont les expressions visibles sont comme ces caractères d'un langage perdu qui préoccupent les savants. »

— Honoré de Balzac, Dédicace de « Modeste Mignon ».
L’originalité de l’œuvre est aussi dans sa situation géographique. Depuis longtemps, Balzac, qui voulait couvrir toutes les facettes du monde réel, cherchait à faire le tableau d’une ville qui serait un port de mer. Pour Modeste Mignon, il choisit Le Havre.

## Publication
La première partie de l’ouvrage paraît d’abord dans le Journal des débats en avril 1844, puis en mai, juillet 1844, avec des modifications destinées à ne pas heurter le lectorat du journal. L’ouvrage, remanié et amplement développé, est ensuite édité chez Chlenowski, divisé en deux parties sous deux titres différents : « Modeste Mignon » pour la première, « Les trois amoureux » pour la seconde. En 1846, il paraît dans le tome IV des Scènes de la vie privée de l’édition Furne.

## Personnages
- Simon Babylas Latournelle, notaire au Havre. Un Ami de Charles Mignon.
- Agnès Latournelle, femme du notaire, provinciale prétentieuse.
- Jean Butscha, premier clerc de notaire, bossu.
- Exupère Latournelle, fils du notaire.
- Charles Mignon de La Bastie, ancien soldat, puis riche commerçant, père de Modeste. Il perd sa fortune alors, il voyage ensuite pour la récupérer.
- Madame Mignon, elle est attristée et aveugle. Son père était un banquier allemand.
- Modeste Mignon, le personnage principal du roman. Elle est belle, intelligente et rebelle. Elle veut être amoureuse malgré la désapprobation de son entourage.
- Bettina-Caroline Mignon, la sœur décédée de Modeste. Elle était amoureux, mais son compagnon l'a quittée et elle est morte de chagrin.
- Monsieur Dumay, ami du Charles Mignon et Latournelle, il était aussi soldat dans la Grande Armée avec Charles Mignon. Il travaille à présent comme leur caissier. Il ferait n'importe quoi pour Modeste. Les familles Mignon et Dumay habitent dans sa maison ensemble.
- Madame Dumay: la femme de Monsieur Dumay, elle vient de l'Amérique. Elle et son marie n'ont pas des enfants.
- Monsieur Vilquin, envieux de M. Mignon, il a racheté sa villa avant l'intrigue du roman.
- M. Gobenheim, commerçant avare, se rend chez les Dumay pour jouer aux cartes
- Georges d'Estourny, Aristocrate parisien, il a séduit Caroline et s'est enfui à l'étranger.
- Françoise Cochet, le complice des filles mignon, simple d'esprit
- Melchior de Canalis, poète vaniteux et ambitieux, il veut épouser Modeste pour sa dot.
- Erneste De La Briére, le secrétaire de Canalis, il adore sincèrement Modeste.
- M. Desplein, chirurgien, redonne la vue à Mme Mignon.
- La Duchesse de Chaulieu, jeune femme d'environ 50 ans, maîtresse de Canalis.
- D'Herauville, Troisième prétendant de Modeste, homme court et chétif
- Personnes mentionnés: le duc de Cadignan, le duc de Loudon, la duchesse de Verneuil, le duc de Rhétoré, le vicomte Serésy.

## Résumé

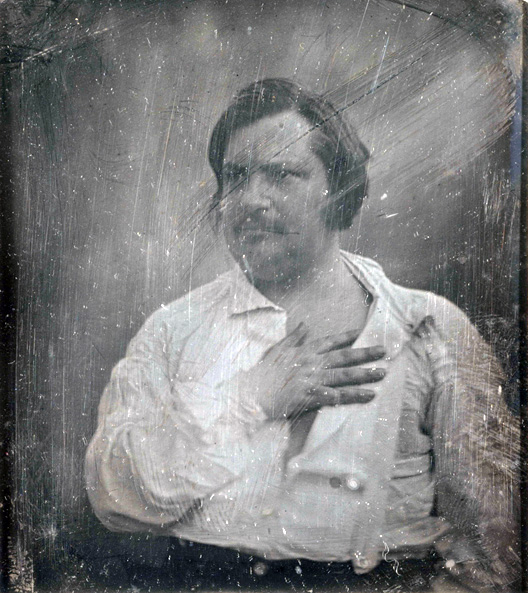
Photographie de Balzac en 1842, deux ans avant l'écriture de Modeste Mignon

Le père de Modeste, Charles Mignon de La Bastie, a fait une fortune très rapide, et la faillite qui le frappe ensuite le pousse à partir pendant quatre ans aux Indes pour se lancer dans de nouvelles affaires. Pendant son absence, Modeste et sa mère restent sous la bienveillante surveillance d’amis dignes de confiance. Mais la jeune fille écrit à un poète parisien, Melchior de Canalis, qu’elle admire et qu’elle voudrait rencontrer.
Le roman progresse avec de nombreux chapitres (74), courts, souvent épistolaires, où l’héroïne échange des lettres avec le poète qu’elle admire. Seulement, c'est son secrétaire, Ernest de La Brière qui répond aux lettres, jeune homme cultivé et délicat qui s’éprend de Modeste lorsqu'il a l'occasion de l'apercevoir. Ce n’est que lorsque Charles Mignon reviendra des Indes, fortune faite grâce à un fructueux commerce d'opium avec la Chine, que Canalis commencera à s’intéresser à cette jeune fille. Ernest, l’amoureux transi, est au désespoir, d’autant plus qu’un nouveau soupirant se présente auprès de Modeste : le duc d’Hérouville.
La nouvelle fortune des Mignon permet d’offrir nombre de fêtes et réceptions au cours desquelles Melchior de Canalis et Hérouville rivalisent de brio au point d’étourdir Modeste. Ernest a comme seul appui Butscha, un petit bossu intensément dévoué à la jeune fille et qui « se surnommait lui-même le clerc obscur ».
Dès lors, ce roman devient une « expérience de pensée » : compte tenu du caractère de la jeune fille, quel élément psychologique va finalement faire pencher la balance en faveur de l'un des prétendants ?